# Тартак (група)
„Тартак“ (от украински: „трион“) е украинска рапкор/хип-хоп/алтърнътив кросоувър група. Смесва стилове като рок, хип-хоп и денс, по този начин създавайки енергични композиции и текстове.
Групата е създадена от Олександър Положинский (Сашко) и Васил Зинкевич през есента на 1996 г. в Луцк, Украйна. Сашко счита, че името „тартак“ (трион) символизира нещо енергично, шумно и дейно, което пасва със стила на групата. На 5 февруари 2020 г. Сашко обявява, че прекратява участието си в групата.
На 20 януари 2022 г. музикалният състав обявява във „Фейсбук“, че приключва работата си в „Тартак“ и започва работа над нов проект.

## Дискография

### Студийни албуми
- 2001 – Демо графічний вибух
- 2003 – Система нервів
- 2004 – Музичний лист щастя
- 2005 – Гуляйгород
- 2006 – Сльози та соплі
- 2010 – Опір матеріалів
- 2012 – Сімка
- 2015 – Ввічність
- 2017 – АнТАРТАКтида. Частина Друга
- 2018 – АнТАРТАКтида. Частина Перша

### Сингли
- 2002 – Мікрофонна перевірка
- 2006 – Україно, забивай!
- 2014 – Висота / Ніхто крім нас
- 2017 – Стара школа

### Компилации
- 2006 – Закліпані пісні або бачили очі що купували
- 2007 – Для тєх кто в путі
- 2007 – Тартака МР3